# ناصر الدوسری
ناصر الدوسری (زاده ۱۹ سپتامبر ۱۹۹۸) یک بازیکن فوتبال اهل عربستان سعودی است. وی برای باشگاه فوتبال الهلال عربستان بازی می‌کند.

## افتخارات

### باشگاهی
الهلال عربستان
- لیگ برتر فوتبال عربستان(۵): ۱۸–۲۰۱۷، ۲۰–۲۰۱۹، ۲۱–۲۰۲۰، ۲۲–۲۰۲۱، ۲۴–۲۰۲۳
- جام پادشاهی عربستان(۳): ۲۰–۲۰۱۹، ۲۳–۲۰۲۲، ۲۴–۲۰۲۳
- سوپر جام فوتبال عربستان سعودی(۴): ۲۰۱۸، ۲۰۲۱، ۲۰۲۳، ۲۰۲۴
- لیگ قهرمانان آسیا(۲): ۲۰۱۹، ۲۰۲۱
- جام باشگاه‌های جهان: ۲۰۲۲ (نایب قهرمان)